# کی کی، استرالیای جنوبی
کی کی (به انگلیسی: Ki Ki) یک منطقهٔ مسکونی در استرالیا است که در استرالیای جنوبی واقع شده‌است.